# ألان هنتر (لاعب الرغبي)
ألان هنتر (بالإنجليزية: Allan Douglas Hunter)‏ هو لاعب الرغبي ‏ ومؤرخ نيوزيلندي، ولد في 23 سبتمبر 1922 في كرايستشرش في نيوزيلندا، وتوفي في 12 يوليو 2017.